# Helligtrekongersdag
 "Helligtrekongersaften" omdirigeres hertil. For Shakespeares skuespil af samme navn, se Helligtrekongersaften (skuespil).
Helligtrekongersdag er en kirkelig festdag den 6. januar. Indtil helligdagsreform i 1770 (der  fejlagtigt bliver tillagt Struensees indflydelse) var dagen offentlig helligdag. Helligtrekongersaften er aftenen før: 5. januar. Helligtrekonger markerer afslutningen af de traditionelle tolv juledage.

## Oprindelse
Baggrunden for dagen er beretningen i Matt. 2, 1-12. De to første vers lyder:
Da Jesus var født i Betlehem i Judæa i kong Herodes' dage, se, da kom der nogle vise mænd fra Østerland til Jerusalem  og spurgte: »Hvor er jødernes nyfødte konge? For vi har set hans stjerne gå op og er kommet for at tilbede ham.« (Bibeloversættelsen fra 1992).
I den oprindelige græske tekst kaldes de "magere", mágoi (gr. μάγοι, flertal af μάγος mágos). Det var en betegnelse for perserrigets zarathustriske præster, der praktiserede astrologi og drømmetydning.
Men Matthæusevangeliet siger hverken, at "de vise" var hellige, eller tre, eller konger. Det har senere tider lagt til. Forestillingen om, at der skulle være tre, kommer af, at de medbragte tre gaver: guld, røgelse og myrra. Det er bemærkelsesværdigt, at traditionen ikke blev afbrudt ved Reformationen i den danske kirke i 1536. Oven i købet betegnes i Folkekirkens gudstjenesteordning den dag i dag en hel række søndage som "søndage efter Hellig tre konger". Hvis der falder en søndag fra 2. januar til 6. januar, kaldes denne helligtrekongers søndag. Under alle omstændigheder er 1. søndag efter helligtrekonger den søndag, der falder i perioden 7. januar til 13. januar.
Forklaringen på traditionens bevaring er antagelig, at mange i middelalderen tog på pilgrimsrejser til Köln, hvor de tre kongers relikvier dyrkedes. I den romersk-katolske kirke betegnes festen Epifani, dvs. (Jesu) tilsynekomst eller åbenbaring for hedningene.

## Danmark
I Danmark markeres helligtrekonger ofte ved tænding af et helligtrekongerslys, som enten er et tredelt lys eller tre lys i en tredelt stage. I mange familier fjernes julepynten først til helligtrekonger, der afslutter de tolv juledage.
På øerne Agersø og Omø fejres helligtrekongersaften med en visittur med masker kaldet helligtrekongersløb.
På den vestlige del af Ærø fejres dagene omkring helligtrekonger med en helt speciel tradition. Her går man, udklædt fra top til tå, rundt på besøg i hinandens huse med historier fortalt med forvrænget stemme, udsprunget af det lokale liv på egnen. Man får serveret kirsebærvin, som man må drikke igennem sugerør for ikke at tage masken af og dermed afsløre sin identitet. Udover Ærø klæder man sig også ud på Als.
I Rønne er der helligtrekongersaftenoptog med en glasstjerne forrest, båret af den viseste af de tre, kaldt "stjernebæreren".
Nogle steder på Lolland og Falster fejres Helligtrekonger med at spise tarteletter. Denne skik er beskrevet i skrifter tilbage til omkring 1930.

## Sverige og Norge
I den svenske kirke og den svensktalende del af den evangelisk-lutherske kirke i Finland bruges betegnelsen ikke. Her tales om "trettondedag jul" eller blot "trettondedagen", der i Sverige stadig indgår blandt de almindelige helligdage. I sit skuespil kalder Shakespeare natten Twelfth Night.
I Norge blev helligtrekonger ofte omtalt som "den gamle juledagen", hvor man spiste julemad og havde trearmede lysestager på bordet ("helligtrekongers lys"). Man drak også en skål for et godt år. Om aftenen holdt man sig inden døre, for da begyndte den vilde jagt, hvor overnaturlige væsener jagede over himmelen eller jorden. Det, man drømte om natten, ville også ske i virkeligheden. Trettendedagen var også en vigtig mærkedag for vejret. Blev vejret fint og klart, lovede det godt for afgrøden. Vejret denne dag ville vare i 13 dage. Nu begyndte den koldeste del af vinteren. Dagen var også kendt som "affaredag", fordi julefejringen nu var omme, og gæsterne tog hjem.
I Setesdal kaldtes helligtrekonger også "tolvtiddagsrusen", da folk drak, dansede og sloges et helt døgn, og forældrene frygtede for at få sønnerne hjem på en båre. Under fejringen i 1824 gik det så vildt for sig, at en hel gårdsplads var fyldt med blod; flere blev trampet ned under tumulterne, og en dreng svævede mellem liv og død. Efter denne episode indtraf en stor, religiøs vækkelse.